# Wiesbüttsee
Der Wiesbüttsee (früher: Hanauer See) ist ein Waldsee im hessischen Main-Kinzig-Kreis im Spessart.

## Geographie
Der Wiesbüttsee liegt auf der Gemarkung von Flörsbach im Gemeindegebiet von Flörsbachtal, direkt an der Landesgrenze zu Bayern. Die bayerisch/hessische Grenze verläuft am Westufer, am Fuße des Dammes. Westlich davon liegt das gemeindefreie Gebiet Wiesener Forst im bayerischen Landkreis Aschaffenburg. Nördlich verläuft die Spessart-Höhenstraße (L 2905) sowie die beiden alten Handelsstraßen: Birkenhainer Straße und Eselsweg. Im Südwesten liegt die Ortschaft Wiesen in Unterfranken, im Südosten Mosborn, ein Ortsteil der Gemeinde Flörsbachtal und im Norden Bieber, ein Ortsteil der Gemeinde Biebergemünd. Der für die Energiegewinnung und die Bewetterung der Bieberer Zechen künstlich angelegte See, befindet sich heute am Rande des Naturschutzgebiets Wiesbüttmoor.
Der See hat keinen oberirdischen Zulauf, er wird unterirdisch aus dem Wiesbüttmoor gespeist. Durch einen natürlichen Überlauf, wird das Wasser über den Wiesbüttgraben ins Aubachtal abgeleitet.

## Geschichte
Der Wiesbüttsee, mit seiner vielfältigen, zum Teil schon vom Aussterben bedrohten Pflanzenwelt, ist Teil eines der letzten Hochmoore in Deutschland. Er wurde 1765 nach Plänen des Bergmeisters Johann Philipp Cancrinus von Bieberer Bergleuten angelegt, um im Sommer zur Belüftung und Entwässerung der Silber-, Kupfer- und Blei-Bergwerksstollen Lochborntalgrund zu sorgen. Zusätzlich sollte es der Bieberer Hütte und dem Hammerwerk genügend Aufschlagwasser liefern.
Aufgrund der besonderen Erzvorkommen in der Gegend um Bieber herum wurde in dieser Zeit umfangreicher Bergbau betrieben. Der Wiesbüttsee diente dabei den im Bergbau eingesetzten mit Wasserkraft betriebenen Maschinen, die Stollen zu entwässern und belüften. Die Wasserkraft trieb noch bis 1925 die Förderanlage des Eisenwerks in der Lochhütte an.
An die früher hier kontrollierte bayerische Grenze erinnert das ehemalige Zollhaus (später Gaststätte).

## Moor und See
Unmittelbar an den See schließt sich das Hochmoor an. Es ist mit 436 Metern über NHN das höchstgelegene Hochmoor des Spessarts. Der See staut das Wasser aus dem Wiesbüttmoor 3 Meter hoch. Moor und See stehen unter Naturschutz und sind ein Refugium für viele seltene Pflanzen- und Tierarten, wie z. B. Scheidenwollgras, Siebenstern, Sonnentau oder Sparrenbinsen und Kreuzotter.

## Freizeit

### Camping
Direkt neben dem See gibt es eine Camping-Gelegenheit. Gastronomische Angebote finden sich im nahen Wiesen.
Der Wiesbüttsee ist kein Badesee, im Winter kann man dort aber Eislaufen.

### Wandern
Eine Reihe von Wanderwegen führen am Wiesbüttsee vorbei. Zu ihnen zählen z. B.:
- Spessartspur Wiesbütt Flörsbacher Panorama, ein 7,6 km langer Premium-Spazierwanderweg[8].
- Aubachtal – Wiesbüttsee , ein mittelschwerer, 16,1 km langer Wanderweg[9]
- Auch der Fernwanderweg Fränkischer Marienweg berührt auf der Route 1, ab Würzburg die Gegend.